# 藤堂はな
藤堂 はな（とうどう はな、2月15日 - ）は、日本の地下アイドル。
キャッチコピーは「みんなの心のはんなり天使」。愛称は「は～ちゃん」。神奈川県出身。身長145cm。

## 人物・逸話
アイドルユニット『アリス・マーブル学園』（2011年 - 2012年3月31日）に所属していたものの、2012年3月31日に解散。2012年7月より「ドードーとひなぎく」主催 藤堂はなとして都内のライブハウスを中心に、アイドルライブへ出演している。アイドルライブではよく球体関節ストッキングを愛用している。看護師として働いているため、医療関係のトークネタが多い。
少女遊会『お嬢様学校少女部』では「ついんて組 天野花」名義で活動。モデル、写真家、造形作家、コスプレイヤーとしても活動するマルチクリエイターアイドル。クリスチャン（プロテスタント）でもある。
ウラダイコク☆シャバダバBAR公演「シャバダバ・ロケット」にて架空アニメ「魔法の少女 めぽりん」の主題歌を初めてフルコーラス歌唱した。
バラエティ番組「ヒルナンデス!」にてイルミネーションマニアとして出演し、イルミネーションについて解説を行う。
ソロ活動を開始して月平均10回のペースでライブ出演を行い、「第100回いたずら☆ぷりんせす」(2012年12月18日)においてソロ復帰後50回目のライブ（5ヶ月で50回突破）を達成。

## 出演

### テレビ・インターネット
2004年
- ドラマ「宿命」（WOWOW）
- ドラマ「めだか」（フジテレビ）

2011年
- 下北FM[5]「*SUZUKA* no OUCHI」（5月19日）-ゲスト出演

2012年
- 視聴者参加型大喜利番組「谷さんのわかんなくなっちゃった[6]」（2月6日、20日）- ゲスト出演
- Akiba.TV「ATS」-木曜日準レギュラー[7]、金曜日ゲスト[8]
- WALLOP放送局「イジリー岡田のGIRLS PLANE AIRPORT」（7月7日）
- WALLOP放送局「ハンサムガールズのアイドル原石探し」（9月2日）
- WALLOP放送局「それいけイクミンマン第10回」（9月2日）
- WALLOP放送局「アルchu～」（9月20日）
- WALLOP放送局（11月28日）
- バラエティ番組「ヒルナンデス!」（日本テレビ）（12月12日）- ゲスト出演
- 情報番組「東京カワイイ★TV」 (NHK) （12月15日）[9]

### 映画
2005年
- 「まだまだあぶない刑事」（鳥井邦男監督）2005年10月22日公開

2006年
- 「I am 日本人」（月野木隆監督）2006年8月5日公開

### ライブ

#### アイドルユニット【アリス・マーブル学園】時代（2011年～2012年3月）

##### 2011年
4月
- D-Girls☆Collection STAGE 31（4月3日）Live&Club yanagi[10]
- D-Girls☆Collection STAGE 32（4月3日）Live&Club yanagi
- ユニットフェスティバル Vol.12 ～ユニット限定祭り（4月30日）Live&Club yanagi

5月
- 電影路線化計画2011 Vol.45（5月7日）池袋RUIDO K3
- らいぶちゃんぷるぅ4杯目（5月29日）大森スポーツセンター

6月
- らいぶちゃんぷるぅ5杯目（6月19日）六本木alive[11]
- Girls Livemotion Vol.16（6月26日）新宿たかのや
- 下北沢アイドル劇場vol.1（6月30日）しもきた空間リバティ[12]

8月
- 電影路線化計画 2011 Vol.49（8月6日）池袋RUIDO K3-ソロ
- Candy Pop Beat 東京 Vol.8（8月12日）Live&Club yanagi
- Venus Parade 東京 Vol.5（8月13日）Live&Club yanagi
- Venus Parade 東京 Vol.6（8月13日）Live&Club yanagi
- Girls Livemotion Vol.17（8月21日）新宿たかのや-ソロ
- DOLCE☆LA☆FESTA Vol.10～Summer Citron Weekend～（8月21日）Live&Club yanagi

9月
- 電影路線化計画 2011 Vol.50（9月10日）池袋RUIDO K3
- Venus Parade 東京 Vol.11（9月25日）Live&Club yanagi
- Venus Parade 東京 Vol.12（9月25日）Live&Club yanagi
- あいどるくりえ～しょん vol.1（9月30日）新宿OREBAKO[13]

10月
- あいどるくりえ～しょん vol.2（10月28日）新宿OREBAKO

11月
- あいどるくりえ～しょん vol.3（11月25日）新宿OREBAKO

12月
- MENTAL+AID"Six"（12月11日）HOTコロッケ[14] - ソロ
- あいどるくりえ～しょん vol.4（12月23日）新宿OREBAKO

##### 2012年
1月
- らき☆さた ＃2（1月14日）日暮里プロモボックス[15]
- romance project live ～episode8～（1月22日）日暮里プロモボックス - ソロ
- あいどるくりえ～しょん（1月27日）vol.5 新宿OREBAKO

2月
- らき☆さた ＃3（2月11日）日暮里プロモボックス - ソロ
- あいどるくりえ～しょん vol.6（2月24日）新宿OREBAKO
- romance project live ～episode10～（2月26日）日暮里プロモボックス - ソロ

3月
- 第9回おとめ☆浪漫teamN公演（3月11日）日暮里プロモボックス-ソロ
- あいどるくりえ～しょん vol.7（3月23日）新宿OREBAKO
- 北斗萌主催 「アキシブ Vol.1」（3月31日）スタジオ27[16] 27destiny

#### ソロ時代（2012年～）

##### 2012年
5月
- ライブプレ出演（5月20日）下北沢ミュージックホール

7月
- わるきゅんらいぶ 8th（7月18日）下北沢ミュージックホール
- わるきゅんらいぶ 9th（7月25日）下北沢ミュージックホール
- わるきゅんSPらいぶ 1st（7月28日）下北沢ミュージックホール

8月
- わるきゅんらいぶ 10th（8月1日）下北沢ミュージックホール
- ガールズ★ボックス！Vol.27（8月5日）日暮里プロモボックス
- 第90回いたずら☆ぷりんせす（8月10日）阿佐ヶ谷アートスペースプロット[17]
- 侍姫ライブ（8月12日）下北沢ミュージックホール
- Moving AcT!! in PENTAGON（8月20日）秋葉原 Studio PENTAGON[18]
- わるきゅんらいぶ 12th（8月22日）下北沢ミュージックホール
- romance project live～episode40～らき☆さた～（8月25日）日暮里プロモボックス
- Pleasure Casket 番外編 ～懐メロRUSH!!～（8月27日）秋葉原 Studio PENTAGON

9月
- 第15回おとめ☆浪漫teamA公演（9月4日）阿佐ヶ谷アートスペースプロット
- わるきゅんらいぶ 14th（9月5日）下北沢ミュージックホール
- OREBAKO Presents「あいどるだよっa&」（9月7日）新宿OREBAKO
- romance project live～episode41～（9月9日）日暮里プロモボックス
- ベトナムフェスタ[19]（9月16日）代々木公園 サテライトステージ
- あにそん!!Gvol.9（9月16日）日暮里プロモボックス
- わるきゅんらいぶ 17th（9月26日）日暮里プロモボックス
- 第16回おとめ☆浪漫teamN公演（9月28日）日暮里プロモボックス

10月
- 百華繚乱[20]主催　ちーずたると☆ vol.1（10月1日）日暮里プロモボックス
- アイドル☆アトラクション vol.3（10月7日）秋葉原ロケットゲート[21]
- 鈴村あすかバースデーライブ（10月8日）秋葉原ロケットゲート
- EYE PROJECT present's vol.217「藍☆ドール39」（10月10日）神楽坂 EXPLOSION[22]
- Girls Stream!Bubbless!!Vol.27（10月13日）池袋misma[23]
- LIVE PENTAGON vol.16（10月15日）秋葉原ロケットゲート
- アイドルわっしょい！vol.2（10月21日）秋葉原SIX TEEN[24]
- 第96回いたずら☆ぷりんせす（10月23日）阿佐ヶ谷アートスペースプロット
- EYE PROJECT present's vol.220「藍☆ドール40」（10月24日）両国SUNRIZE
- 70/80/90's ～Silver gate～（女性ヴォーカル懐メロイベント邦楽）（10月24日）秋葉原SIX TEEN
- 第18回おとめ☆浪漫teamN公演（10月28日）日暮里プロモボックス
- わるきゅんらいぶ 19th（10月31日）日暮里プロモボックス

11月
- 歌のアッテ!ミッテ!Vol.44（11月6日）浅草リトルシアター[25]
- Moving AcT!! in PENTAGON（11月7日）秋葉原 Studio PENTAGON
- R・familyアイドル学園vol.5（11月14日）アキバ放送[26] Bスタジオ
- ぷりんせすめろでぃーらいぶvol.1（11月15日）秋葉原ロケットゲート
- EYE PROJECT present's vol.224「藍☆ドール41」（11月16日）神楽坂 EXPLOSION
- 秋葉原NEXTアイドルライブvol.3（R・family&L・I・P共催イベント）《てりーぬ&ささきしほバースデー》（11月17日）アキバ放送 Bスタジオ
- 歌のアッテ!ミッテ!Vol.46（11月20日）浅草リトルシアター
- romance project live～episode45～（11月25日）日暮里プロモボックス
- Pleasure Casket 番外編 ～懐メロRUSH!!～（11月26日）秋葉原 Studio PENTAGON
- ましゅまRU♪ジャムVol.4（11月28日）アキバ放送 赤坂Cスタジオ

12月
- EYE PROJECT present's vol.226「藍☆ドール42」（12月1日）神楽坂 EXPLOSION
- しばりん☆ぼっくす～めがねしばりの日～（12月2日）池袋ビッグバンボックス[27]
- chiia&birthday live2012（12月2日）SPACE WITH[28]
- ドルチェVol.11（12月7日）日暮里プロモボックス
- 歌のアッテ!ミッテ!Vol.49（12月15日）浅草リトルシアター
- Pleasure Casket 番外編 ～懐メロRUSH !!～（12月17日）秋葉原 Studio PENTAGON
- 第100回いたずら☆ぷりんせす（12月18日）阿佐ヶ谷アートスペースプロット
- R・familyアイドル学園vol.8（12月19日）アキバ放送 Bスタジオ
- 第23回おとめ浪漫チームN公演（12月21日）日暮里プロモボックス-司会
- ぷりんせすめろでぃーらいぶvol.2（12月22日）秋葉原ロケットゲート

### 舞台、イベント
2011年
- オトナコドモラボGAO[29]プレゼンツ「サンタガールをさがせ！2011in渋谷（12月13日） - 偽サンタガール

2012年
- ウラダイコク☆シャバダバBAR公演「シャバダバ・ロケット」（10月6日） - ゲスト出演

### 出展
2010年
- デザイン・フェスタ vol.31（5月16日） - 花×cozueとして
- おとなかわいい雑貨展[30]vol.5 東京ざっかマルシェ（7月20日、8月1日）アートコンプレックスセンター
- デザイン・フェスタ vol.32（11月6、7日） - ドードーとひなぎく、お嬢様学校少女部 第一回文化祭

2011年
- デザイン・フェスタ vol.33（5月14、15日） - ドードーとひなぎく
- デザイン・フェスタ vol.34（11月12、13日） - お嬢様学校少女部 第二回文化祭

2012年
- デザインフェスタ vol.36（11月10、11日） - お嬢様学校少女部 第三回文化祭